# Perfil TORCH
El perfil TORCH es un examen diagnóstico del recién nacido que detecta algunas infecciones.
Es más conocido como síndrome de TORCH, que se considera una afección perinatal puesto que la infección se da durante el embarazo o el parto. Las fuentes de infección puede ser por virus, bacteria o parásito.
TORCH proviene de las iniciales en inglés de toxoplasmosis, other agents, rubella, cytomegalovirus, herpes simplex: toxoplasmosis, otros agentes, rubéola, citomegalovirus, herpes simple.
El diagnóstico de las infecciones que agrupa el TORCH es serológico o por técnicas de biología molecular ( reacción en cadena de la polimerasa o PCR) o por cultivo celular.
En general, cuando alguna de las infecciones ocurre antes de las 20 semanas es más grave y ocasiona malformaciones múltiples; si aparece posteriormente puede ser causa de prematuridad, bajo peso, alteraciones del sistema nervioso central, etc; si ocurre antes del parto, puede presentarse en forma de sepsis con ictericia.
Puede ser asintomático en el periodo neonatal, y producir secuelas neurosensoriales en el desarrollo de la vida.
Las características clínicas neonatales más frecuentes por síndrome de TORCH son:
- retraso del crecimiento,
- anemia hemolítica,
- petequias y equimosis,
- hidrocefalia,
- microcefalia,
- miocarditis,
- neumonitis,
- glaucoma,
- cataratas,
- coriorretinitis,
- calcificaciones cerebrales y
- malformaciones cardíacas.